# Vuelta al Valle del Cauca
La Vuelta al Valle del Cauca est une course cycliste colombienne disputée, communément au mois de mars, dans le département de Valle del Cauca. Elle se dispute sur cinq étapes et est considérée comme la course la plus rapide de Colombie. Elle comprend généralement un contre-la-montre et une étape de montagne. Elle se termine par une étape en circuit, appelé circuito panamericano, dans les rues de la capitale du département, Cali. Patronnée depuis 2016 par l'entreprise "Enrico" et son produit phare "Bakano", la 42e édition de l'épreuve, disputée au printemps 2017, s'appelle officiellement Vuelta al Valle en bicicleta sub 23 y élite “Bakano”. Après deux années d'absence en raison de la pandémie, l'épreuve reprend sa place au calendrier national colombien, la Vuelta al Valle “Valle Oro Puro” – “Blanco del Valle” 2022 (nom officiel) se disputant du 24 au 27 mars.

## Palmarès
| Année                                  | Vainqueur                  | Deuxième                     | Troisième                |
| -------------------------------------- | -------------------------- | ---------------------------- | ------------------------ |
| Vuelta al Valle                        |                            |                              |                          |
| 1954                                   | Reinaldo Medina (es)       | Aureliano Gallón             | Óscar Salinas            |
| 1955                                   | Francisco Otálvaro         | Jaime Villegas (en)          | Carlos Gil               |
| 1956 - 1960                            | Non disputés               | Non disputés                 | Non disputés             |
| 1961                                   | Rubén Darío Gómez          | Pablo Enrique Hernández (es) | Olmedo Britos            |
| 1962 - 1969                            | Non disputés               | Non disputés                 | Non disputés             |
| Clásica Domingo a Domingo              |                            |                              |                          |
| 1970                                   | Martín Emilio Rodríguez    | Avelino Ortega               | Asdrúbal Salazar (d)     |
| 1971                                   | Non disputé                | Non disputé                  | Non disputé              |
| 1972                                   | Óscar González (es)        | Gonzalo Marín (es)           | Mario Arbeláez           |
| 1973                                   | Luis Hernán Díaz           | Carlos Montoya Arias (es)    | Edgar García             |
| 1974                                   | Henry Cuevas (en)          |                              |                          |
| 1975                                   | Luis Carlos Manrique (en)  |                              |                          |
| 1976                                   | Luis Hernán Díaz           |                              |                          |
| 1977                                   | Rodolfo Arce               | Luis Hernán Díaz             | Diego Bravo              |
| 1978                                   | Antonio Londoño            | Abelardo Ríos                | Gonzalo Marín (es)       |
| 1979                                   | Luis Carlos Manrique (en)  |                              |                          |
| 1980                                   | Non disputé                | Non disputé                  | Non disputé              |
| 1981                                   | Heriberto Urán (en)        | Armando Aristizábal (d)      | Rodolfo Arce             |
| 1983                                   | Rogelio Arango (en)        |                              |                          |
| Vuelta Ciclista Departamento del Valle |                            |                              |                          |
| 1986                                   | Héctor Patarroyo (es)      |                              |                          |
| 1987                                   | Luis Alberto González (en) | Fabio Acevedo (en)           | Celio Roncancio (ca)     |
| 1988                                   | Alberto Camargo            |                              |                          |
| 1989                                   | Luis Herrera               | Oliverio Rincón              | Marcos Wilches           |
| 1990                                   | William Palacio            | Henry Cárdenas               |                          |
| 1991                                   | Luis Herrera               | Federico Muñoz               | Armando Moreno           |
| 1992                                   | Élder Herrera              |                              |                          |
| 1993                                   | Dubán Ramírez              | Luciano Bonilla              | Carlos Mario Jaramillo   |
| 1994                                   | Dubán Ramírez              |                              |                          |
| 1995                                   | Javier Zapata              |                              |                          |
| 1996,                                  | Luis Alberto González (en) | Álvaro Lozano (en)           | Víctor Hugo Peña         |
| 1997                                   | Héctor Iván Palacio        | Carlos Alberto Contreras     | José Castelblanco        |
| 1998                                   | Iván Parra                 | Dubán Ramírez                | Julio Bernal             |
| 1999                                   | Marlon Pérez               |                              |                          |
| 2000                                   | Jhon Freddy García         | Marlon Pérez                 | Luis Felipe Laverde      |
| 2001                                   | Javier Zapata              | Marlon Pérez                 | Carlos Alberto Contreras |
| 2002                                   | Mauricio Ardila            | Carlos Ibáñez (de)           | Javier González          |
| 2003                                   | Hernán Bonilla             | Johnny Leal                  | Marlon Pérez             |
| 2004                                   | Jhon Freddy García         | José Castelblanco            | Mauricio Henao           |
| 2005                                   | Mauricio Ardila            | Julián Atehortúa             | Mauricio Soler           |
| 2006                                   | Jhon Freddy García         | Edwin Parra                  | Freddy González          |
| 2007                                   | Giovanni Báez              | Freddy González              | Diego Calderón           |
| 2008                                   | Giovanni Báez              | Sergio Henao                 | Mauricio Ortega          |
| 2009                                   | Giovanni Báez              | Stiber Ortiz                 | Walter Pedraza           |
| 2010                                   | Mauricio Ortega            | Nairo Quintana               | Giovanni Báez            |
| 2011                                   | Mauricio Ortega            | Wilson Marentes              | Carlos Julián Quintero   |
| 2012                                   | Giovanni Báez              | Ramiro Rincón                | Edson Calderón           |
| 2013                                   | Juan Pablo Villegas        | Iván Casas                   | Félix Cárdenas           |
| 2014                                   | Óscar Sevilla              | Carlos Mario Ramírez         | Hernando Bohórquez       |
| 2015                                   | Óscar Sevilla              | Rafael Infantino             | Walter Vargas            |
| 2016                                   | Óscar Sevilla              | Fabio Duarte                 | Miguel Ángel Rubiano     |
| 2017                                   | Óscar Sevilla              | Fabio Duarte                 | Juan Pablo Rendón        |
| 2018                                   | Rodrigo Contreras          | Jonathan Caicedo             | Jhojan García            |
| 2019                                   | Miguel Ángel Reyes         | Jhojan García                | Freddy Montaña           |
| 2020-2021                              | Non disputées              | Non disputées                | Non disputées            |
| 2022                                   | Rodrigo Contreras          | Wilson Peña                  | David Santiago Gómez     |
| 2023                                   | Daniel Méndez              | Didier Chaparro              | Santiago Ramírez         |
| 2024                                   | Non disputée               | Non disputée                 | Non disputée             |
| 2025                                   | Javier Jamaica             | Jaider Muñoz                 | Rodrigo Contreras        |